# Aeródromo Cholguahue
El Aeródromo Cholguahue (OACI: SCGH) es un terminal aéreo ubicado 20 kilómetro al sureste de Los Ángeles, Provincia del Biobío, Región del Biobío, Chile. Es de propiedad privado.